# Großer Preis von Frankreich 1968
Der Große Preis von Frankreich 1968 (offiziell LIV Grand Prix de France) fand am 7. Juli auf dem Rouen-les-Essarts in Rouen statt und war das sechste Rennen der Automobil-Weltmeisterschaft 1968.

## Berichte

### Hintergrund
Nachdem der Große Preis von Frankreich in den Jahren zuvor nacheinander auf dem Circuit de Charade, dem Circuit de Reims-Gueux und dem Circuit Bugatti stattgefunden hatte, wurde er 1968 erstmals seit 1964 wieder in der Nähe von Rouen veranstaltet.
Honda plante erstmals den Einsatz des neu entwickelten Typ 302 mit luftgekühltem Motor, den Werksfahrer John Surtees in den Wochen zuvor getestet hatte. Da Surtees den Wagen für noch nicht ausgereift hielt, weigerte er sich, das Rennen damit zu bestreiten, und wurde mit dem bereits bewährten Typ 301 für den Grand Prix gemeldet. Da allerdings Konzernchef Sōichirō Honda das Rennen besuchte, sollte der neue Rennwagen unbedingt an den Start gebracht werden. Man entschloss sich, ihn unter dem Teamnamen „Honda France“ zu melden und von dem populären französischen Rennfahrer Jo Schlesser als Gaststarter fahren zu lassen.
Da Brian Redman weiterhin verletzungsbedingt fehlte, engagierte das Cooper-Werksteam den Formel-1-Neuling Vic Elford und lieh zudem Johnny Servoz-Gavin als Besetzung für den zweiten Wagen von Matra aus.
Dan Gurney pausierte an diesem Wochenende, weil er weiterhin keine Weslake-Motoren für sein Eagle-Team zur Verfügung hatte und im Gegensatz zum Großen Preis der Niederlande zwei Wochen vorher auch nicht die Gelegenheit erhielt, als zusätzlicher Fahrer in einem Werksteam an den Start zu gehen.

### Training
Während des Trainings verunglückte Jackie Oliver bei hoher Geschwindigkeit, ohne sich ernsthaft zu verletzen. Sein Lotus 49 wurde dabei allerdings so stark beschädigt, dass eine Reparatur bis zum Rennen nicht mehr möglich war und Oliver auf den Start verzichten musste. Jochen Rindt erzielte im Werks-Brabham die erste Pole-Position seiner Grand-Prix-Karriere und teilte sich die erste Startreihe mit dem Matra MS10 von Jackie Stewart und dem Ferrari 312 von Jacky Ickx. Denis Hulme und Chris Amon qualifizierten sich für die zweite Reihe.

### Rennen
Das Rennen wurde bei leichtem Regen gestartet. Nahezu alle Fahrer wählten Intermediates als Bereifung. Einzig Ickx fuhr auf vollwertigen Regenreifen los, was sich bereits nach der ersten Runde als richtige Entscheidung erwies, da er in Führung gehen und sich leicht absetzen konnte. Dahinter kämpften Rindt und Stewart um den zweiten Platz, gefolgt von Surtees.
Zu Beginn der dritten Runde verlor Schlesser die Kontrolle über den neuen Honda. Der Wagen überschlug sich und fing Feuer. Das Benzin aus den noch vollen Tanks und das aus Magnesium gefertigte Chassis brannten derart intensiv, dass für Schlesser jede Hilfe zu spät kam. Nach Jim Clark, Mike Spence und Ludovico Scarfiotti war er bereits der vierte Formel-1-Fahrer, der in diesem Jahr starb. Unter den vieren war er allerdings der einzige, der während eines Grand Prix tödlich verunglückte.
Obwohl das lichterloh brennende Wrack zum Teil auf der Strecke lag, wurde das Rennen nicht abgebrochen. Rindt erlitt beim Passieren der Unfallstelle durch die Hitze und umherliegende Trümmerteile einen Reifenschaden, der ihn zu einem Boxenstopp zwang. Unterdessen überholte Surtees den Zweitplatzierten Stewart und hielt diese Position, bis er in der siebten Runde seinerseits von Pedro Rodríguez überholt wurde. Der in der Weltmeisterschaft führende und vom neunten Platz gestartete Graham Hill überholte schließlich Stewart und nahm bis zu seinem Ausfall wegen eines Bruchs der Antriebswelle den vierten Rang ein.
In der 19. Runde kam Ickx kurz von der Strecke ab und wurde infolgedessen von Rodríguez und Surtees überholt. Innerhalb von nur einer Runde kämpfte er sich jedoch zurück an die Spitze, verteidigte diese Position bis ins Ziel und stellte somit seinen ersten Sieg in seinem erst achten Grand Prix sicher. Rodríguez verlor wegen eines umfangreichen Boxenstopps den zweiten Platz an Surtees, den dieser hielt, obwohl er ebenfalls einen kurzen Stopp einlegen musste.
Vic Elford beendete sein Grand-Prix-Debüt auf dem vierten Platz. Rodríguez ließ sich zum ersten Mal in seiner Formel-1-Karriere die schnellste Rennrunde gutschreiben.

## Meldeliste
| Team                          | Nr. | Fahrer               | Chassis            | Motor                    | Reifen |
| ----------------------------- | --- | -------------------- | ------------------ | ------------------------ | ------ |
| Brabham Racing Organisation   | 02  | Jack Brabham         | Brabham BT26       | Repco 860 3.0 V8         | G      |
| Brabham Racing Organisation   | 04  | Jochen Rindt         | Brabham BT26       | Repco 860 3.0 V8         | G      |
| Matra Sports                  | 06  | Jean-Pierre Beltoise | Matra MS11         | Matra MS9 3.0 V12        | D      |
| Bruce McLaren Motor Racing    | 08  | Denis Hulme          | McLaren M7A        | Ford Cosworth DFV 3.0 V8 | G      |
| Bruce McLaren Motor Racing    | 10  | Bruce McLaren        | McLaren M7A        | Ford Cosworth DFV 3.0 V8 | G      |
| Gold Leaf Team Lotus          | 12  | Graham Hill          | Lotus 49B          | Ford Cosworth DFV 3.0 V8 | F      |
| Gold Leaf Team Lotus          | 14  | Jackie Oliver        | Lotus 49B          | Ford Cosworth DFV 3.0 V8 | F      |
| Honda Racing                  | 16  | John Surtees         | Honda RA301        | Honda RA301E 3.0 V12     | F      |
| Honda France                  | 18  | Jo Schlesser         | Honda RA302        | Honda RA302E 3.0 V8      | F      |
| Owen Racing Organisation      | 20  | Pedro Rodríguez      | BRM P133           | BRM P142 3.0 V12         | G      |
| Owen Racing Organisation      | 22  | Richard Attwood      | BRM P126           | BRM P142 3.0 V12         | G      |
| Scuderia Ferrari SpA SEFAC    | 24  | Chris Amon           | Ferrari 312 (1968) | Ferrari 242C 3.0 V12     | F      |
| Scuderia Ferrari SpA SEFAC    | 26  | Jacky Ickx           | Ferrari 312 (1968) | Ferrari 242C 3.0 V12     | F      |
| Matra International (Tyrrell) | 28  | Jackie Stewart       | Matra MS10         | Ford Cosworth DFV 3.0 V8 | D      |
| Cooper Car Company            | 30  | Vic Elford           | Cooper T86B        | BRM P142 3.0 V12         | G      |
| Cooper Car Company            | 32  | Johnny Servoz-Gavin  | Cooper T86B        | BRM P142 3.0 V12         | G      |
| Rob Walker Racing             | 34  | Joseph Siffert       | Lotus 49           | Ford Cosworth DFV 3.0 V8 | F      |
| Reg Parnell Racing            | 36  | Piers Courage        | BRM P126           | BRM P142 3.0 V12         | G      |

## Klassifikationen

### Startaufstellung
| Pos. | Fahrer               | Konstrukteur  | Zeit   | Ø-Geschwindigkeit | Start |
| ---- | -------------------- | ------------- | ------ | ----------------- | ----- |
| 01   | Jochen Rindt         | Brabham-Repco | 1:56,1 | 202,853 km/h      | 01    |
| 02   | Jackie Stewart       | Matra-Ford    | 1:57,3 | 200,777 km/h      | 02    |
| 03   | Jacky Ickx           | Ferrari       | 1:57,7 | 200,095 km/h      | 03    |
| 04   | Denis Hulme          | McLaren-Ford  | 1:57,7 | 200,095 km/h      | 04    |
| 05   | Chris Amon           | Ferrari       | 1:57,8 | 199,925 km/h      | 05    |
| 06   | Bruce McLaren        | McLaren-Ford  | 1:58,0 | 199,586 km/h      | 06    |
| 07   | John Surtees         | Honda         | 1:58,2 | 199,249 km/h      | 07    |
| 08   | Jean-Pierre Beltoise | Matra         | 1:58,9 | 198,076 km/h      | 08    |
| 09   | Graham Hill          | Lotus-Ford    | 1:59,1 | 197,743 km/h      | 09    |
| 10   | Pedro Rodríguez      | B.R.M.        | 1:59,3 | 197,412 km/h      | 10    |
| 11   | Jackie Oliver        | Lotus-Ford    | 2:00,2 | 195,933 km/h      | DNS   |
| 12   | Joseph Siffert       | Lotus-Ford    | 2:00,3 | 195,771 km/h      | 11    |
| 13   | Richard Attwood      | B.R.M.        | 2:00,8 | 194,960 km/h      | 12    |
| 14   | Jack Brabham         | Brabham-Repco | 2:00,8 | 194,960 km/h      | 13    |
| 15   | Piers Courage        | B.R.M.        | 2:01,1 | 194,477 km/h      | 14    |
| 16   | Johnny Servoz-Gavin  | Cooper-B.R.M. | 2:01,2 | 194,317 km/h      | 15    |
| 17   | Jo Schlesser         | Honda         | 2:04,5 | 189,166 km/h      | 17    |
| 18   | Vic Elford           | Cooper-B.R.M. | 2:05,5 | 187,659 km/h      | 16    |

Anmerkungen
1. 1 2  Wegen eines Fehlers der Rennleitung wurden die Startplätze von Elford und Schlesser vertauscht.

### Rennen
| Pos. | Fahrer               | Konstrukteur  | Runden | Stopps | Zeit       | Start | Schnellste Runde |
| ---- | -------------------- | ------------- | ------ | ------ | ---------- | ----- | ---------------- |
| 01   | Jacky Ickx           | Ferrari       | 60     | 0      | 2:25:40,9  | 03    |                  |
| 02   | John Surtees         | Honda         | 60     | 1      | + 1:58,6   | 07    |                  |
| 03   | Jackie Stewart       | Matra-Ford    | 59     | 1      | + 1 Runde  | 02    |                  |
| 04   | Vic Elford           | Cooper-B.R.M. | 58     | 0      | + 2 Runden | 16    |                  |
| 05   | Denis Hulme          | McLaren-Ford  | 58     | 1      | + 2 Runden | 04    |                  |
| 06   | Piers Courage        | B.R.M.        | 57     | 0      | + 3 Runden | 14    |                  |
| 07   | Richard Attwood      | B.R.M.        | 57     | 1      | + 3 Runden | 12    |                  |
| 08   | Bruce McLaren        | McLaren-Ford  | 56     | 1      | + 4 Runden | 06    |                  |
| 09   | Jean-Pierre Beltoise | Matra         | 56     | 0      | + 4 Runden | 08    |                  |
| 10   | Chris Amon           | Ferrari       | 55     | 1      | + 5 Runden | 05    |                  |
| 11   | Joseph Siffert       | Lotus-Ford    | 54     | 0      | + 6 Runden | 11    |                  |
| –    | Pedro Rodríguez      | B.R.M.        | 53     | 1      | NC         | 10    | 2:11,5 (19.)     |
| –    | Jochen Rindt         | Brabham-Repco | 45     | 1      | DNF        | 01    |                  |
| –    | Jack Brabham         | Brabham-Repco | 15     | 0      | DNF        | 13    |                  |
| –    | Graham Hill          | Lotus-Ford    | 14     | 0      | DNF        | 09    |                  |
| –    | Johnny Servoz-Gavin  | Cooper-B.R.M. | 14     | 0      | DNF        | 15    |                  |
| –    | Jo Schlesser         | Honda         | 2      | 0      | DNF        | 17    |                  |
| DNS  | Jackie Oliver        | Lotus-Ford    | –      | –      | –          | –     | –                |

## WM-Stände nach dem Rennen
Die ersten sechs des Rennens bekamen 9, 6, 4, 3, 2, 1 Punkte. Die besten fünf Ergebnisse der ersten sechs und der zweiten sechs Rennen zählten zur Meisterschaft. In der Konstrukteurswertung zählten dabei nur die Punkte des bestplatzierten Fahrers eines Teams.

### Fahrerwertung
| Pos. | Fahrer                | Konstrukteur  | Punkte |
| ---- | --------------------- | ------------- | ------ |
| 01   | Graham Hill           | Lotus-Ford    | 24     |
| 02   | Jacky Ickx            | Ferrari       | 16     |
| 03   | Jackie Stewart        | Matra-Ford    | 16     |
| 04   | Denis Hulme           | McLaren-Ford  | 12     |
| 05   | Pedro Rodríguez       | B.R.M.        | 10     |
| 06   | Bruce McLaren         | McLaren-Ford  | 9      |
| 07   | Jean-Pierre Beltoise  | Matra         | 9      |
| 08   | Jim Clark †           | Lotus-Ford    | 9      |
| 09   | John Surtees          | Honda         | 6      |
| 10   | Richard Attwood       | B.R.M.        | 6      |
| 11   | Ludovico Scarfiotti † | Cooper-B.R.M. | 6      |
| 12   | Lucien Bianchi        | Cooper-B.R.M. | 5      |
| 13   | Jochen Rindt          | Brabham-Repco | 4      |
| 14   | Brian Redman          | Cooper-B.R.M. | 4      |
| 15   | Chris Amon            | Ferrari       | 4      |
| 16   | Vic Elford            | Cooper-B.R.M. | 3      |

| Pos. | Fahrer              | Konstrukteur                     | Punkte |
| ---- | ------------------- | -------------------------------- | ------ |
| 17   | Jackie Oliver       | Lotus-Ford                       | 2      |
| 18   | Silvio Moser        | Brabham-Repco                    | 2      |
| 19   | Piers Courage       | B.R.M.                           | 1      |
| 20   | Joseph Siffert      | Lotus-Ford / Cooper-Maserati     | 0      |
| 21   | Joakim Bonnier      | McLaren-B.R.M. / Cooper-Maserati | 0      |
| 22   | John Love           | Brabham-Repco                    | 0      |
| –    | Jackie Pretorius    | Brabham-Climax                   | 0      |
| –    | Dan Gurney          | Eagle-Weslake / Brabham-Repco    | 0      |
| –    | Sam Tingle          | LDS-Repco                        | 0      |
| –    | Basil van Rooyen    | Cooper-Climax                    | 0      |
| –    | Jack Brabham        | Brabham-Repco                    | 0      |
| –    | Andrea de Adamich   | Ferrari                          | 0      |
| –    | Mike Spence †       | B.R.M.                           | 0      |
| –    | Dave Charlton       | Brabham-Repco                    | 0      |
| –    | Johnny Servoz-Gavin | Matra-Ford                       | 0      |
| –    | Jo Schlesser †      | Honda                            | 0      |

### Konstrukteurswertung
| Pos. | Konstrukteur  | Punkte |
| ---- | ------------- | ------ |
| 01   | Lotus-Ford    | 29     |
| 02   | McLaren-Ford  | 19     |
| 03   | Ferrari       | 19     |
| 04   | Matra-Ford    | 19     |
| 05   | B.R.M.        | 17     |
| 06   | Cooper-B.R.M. | 12     |
| 07   | Matra         | 6      |

| Pos. | Konstrukteur    | Punkte |
| ---- | --------------- | ------ |
| 08   | Brabham-Repco   | 6      |
| 09   | Honda           | 6      |
| 10   | McLaren-B.R.M.  | 2      |
| 11   | Cooper-Maserati | 0      |
| –    | Brabham-Climax  | 0      |
| –    | Eagle-Weslake   | 0      |
| –    | LDS-Repco       | 0      |